# 聖埃萊納 (拉巴斯省)
聖埃萊納（西班牙語：Santa Elena），是洪都拉斯的城鎮，位於該國西南部，由拉巴斯省負責管轄，始建於1887年，面積185.8平方公里，海拔高度1,831米，2001年人口6,829，人口密度每平方公里36.75人。
14°5′0″N 88°7′0″W / 14.08333°N 88.11667°W